# Opua
Opua  é um género de peixe da família Gobiidae e da ordem Perciformes.

## Espécies
- Opua atherinoides (Peters, 1855)
- Opua elati (Goren, 1984)
- Opua nephodes (Jordan, 1925)[3][4][5][6][7][8][9][10]